# 杨宪萍
杨宪萍（1954年—），男，江西萍乡人，中华人民共和国政治人物。中国共产党党员。江西大学哲学系哲学专业毕业，中共中央党校在职研究生学历。

## 生平
历任中共江西省委办公厅副处长、处长，江西省人大常委会办公厅副主任，江西省委办公厅副主任，中共宜春地委副书记、市委副书记、代市长、市长，中共鹰潭市委书记，江西省委副秘书长等职。2011年9月任中共江西省委办公厅主任。